# Endless Love (película de 1981)
Endless Love (titulada: Amor sin fin en España y Amor sin final en Hispanoamérica) es una película estadounidense de 1981 dirigida por Franco Zeffirelli y escrita por Judith Rascoe. Es una adaptación de la novela homónima de Scott Spencer de 1979 y la trama sigue a Jade Butterfield, una chica de clase privilegiada y David Axelrod, un muchacho apuesto que se enamoran al instante, lo que se convierte en una relación turbulenta ya que el padre de Jade hará lo imposible por separarlos. Está protagonizada por Brooke Shields, Martin Hewitt, Shirley Knight, Don Murray, Richard Kiley, Penelope Milford y Beatrice Straight. Esta película marcó el debut cinematográfico del actor Tom Cruise.
La banda sonora de la película fue realizada por el compositor Jonathan Tunick y aunque la novela está ambientada en el verano de 1969, la película transporta la acción a principios de los años 1980. El largometraje también descarta la estructura no cronológica de la novela y cuenta todos los acontecimientos en secuencia cronológica.
Los críticos compararon desfavorablemente la película con la novela, que mostraba los peligros del amor obsesivo en algunas escenas. A pesar de las malas críticas, la película tuvo un éxito moderado en la taquilla y el tema del sencillo homónimo de la película, interpretado por Diana Ross y Lionel Richie, se convirtió en el puesto número 1 del Billboard Hot 100, siendo el sencillo más exitoso en la carrera de Ross. La canción pasó nueve semanas en el puesto número 1 y recibió nominaciones al Premio de la Academia y al Globo de Oro por "Mejor Canción Original", junto con cinco nominaciones al Premio Grammy.

## Argumento
En los suburbios de Chicago, Jade Butterfield y David Axelrod se enamoran después de ser presentados por el hermano mayor de Jade, Keith. El estilo de vida bohemio de los Butterfield , por el que son bien conocidos en su comunidad, permite a Jade y David desarrollar una relación apasionada y absorbente, que les permite tener relaciones sexuales en la habitación de Jade. Mientras que su familia es abierta, la vida hogareña de David es aburrida; sus padres son activistas políticos conservadores adinerados que tienen poco interés en su vida.
Una noche, Ann, la madre de Jade, se escabulle escaleras abajo y pilla a Jade y David haciendo el amor junto a la chimenea. Ella comienza a vivir indirectamente a través de ellos, pero su esposo, Hugh, los observa con creciente inquietud. Las citas nocturnas de Jade comienzan a afectar negativamente sus calificaciones y su capacidad para dormir. Una noche, intenta robarle a su padre una pastilla para dormir recetada, pero él la atrapa. Como colmo, Hugh exige que David deje de ver a Jade hasta el final del período escolar. Aunque inicialmente provoca una escena, Ann convence gentilmente a David para que acepte y le dice que no permita que Hugh "haga algo de lo que se arrepienta".
De regreso a la escuela, uno de los amigos de David, Billy, le cuenta que cuando tenía ocho años, intentó quemar un montón de periódicos, se asustó y apagó el fuego, haciendo que sus padres pensaron que era un héroe por salvar la casa del incendio. Inspirado por esta sombría historia, David inicia un incendio en el porche delantero de los Butterfield después de su fiesta nocturna y se aleja. Desafortunadamente, cuando regresa, la llama se ha extendido demasiado debido al fuerte viento. David inmediatamente evacua a los Butterfield de la casa en llamas antes de ser detenido posteriormente.
Después del juicio, David es declarado culpable de incendio provocado en segundo grado, sentenciado a cinco años de libertad condicional, internado en un hospital psiquiátrico para una evaluación y se le prohíbe volver a acercarse a Jade o su familia. Él continúa escribiéndole a diario, pero las cartas no se envían debido a la orden de no contacto. Sus padres mueven los hilos para que lo liberen anticipadamente del hospital psiquiátrico, para disgusto de Hugh. Mientras tanto, David recibe muchas cartas al salir y, después de darse cuenta de por qué Jade nunca le respondió, decide perseguirla aunque sabe que es una violación de su libertad condicional.
Después de perder su hogar, los Butterfield se mudaron de Chicago a Manhattan, donde Ann y Hugh solicitan el divorcio . En Manhattan, Ann intenta seducir a David, pero él se niega, dejándola confundida. Cuando ella no está mirando, hojea su libreta de direcciones, descubre dónde está Jade y descubre que ahora asiste a la Universidad de Vermont. Con la intención de tomar un autobús a Vermont, David ve a Hugh en la calle. Comienza a perseguirlo y Hugh es atropellado por un automóvil y muere. La prometida de Hugh, Ingrid, llega al lugar justo a tiempo para ver a David irse. Está a punto de abordar el autobús a Vermont, pero se siente abrumado por el dolor y regresa al apartamento de Ann y la consuela.
Más tarde, Jade va a la habitación de David para despedirse, pero él tira de ella hacia atrás mientras ella intenta irse, tirándola sobre la cama y sujetándola hasta que ella admite que lo ama. Keith va a casa de David para encontrarlos juntos nuevamente y le dice a Jade que David tiene la culpa de la muerte de su padre. Ella se niega a creerlo al principio, pero cuando él confirma que David estaba realmente en la escena, ella se horroriza y se esconde detrás de Keith. Al tratar de explicarle, David empuja a Keith fuera del camino en un intento desesperado por llegar hasta ella. Keith lo detiene hasta que llega la policía y arresta a David por pelear, alterar el orden público y violar su libertad condicional.
David es sentenciado a cinco años en una prisión estatal y se desespera pensando que nunca volverá a ver a Jade. En la orilla del lago, Jade le informa a su madre que nadie la amará como lo hace David, y Ann le expresa su comprensión y aprobación. Desde detrás de las rejas, David ve a Jade acercarse a él a través de la ventana con barrotes de su celda para consolarlo.

## Reparto
- Brooke Shields como Jade Butterfield.
- Martin Hewitt como David Axelrod.
- Shirley Knight como Ann Butterfield.
- Don Murray como Hugh Butterfield.
- Richard Kiley como Arthur Axelrod.
- Beatrice Straight como Rose Axelrod.
- James Spader como Keith Butterfield.
- Ian Ziering como Sammy Butterfield.
- Penelope Milford como Ingrid Orchester.
- Tom Cruise como Billy.
- Jami Gertz como Patty.
- Jeff Marcus como Leonard.
- Walt Gorney como Passerby.

## Producción
Endless Love está basada en la novela homónima de 1979 de Scott Spencer. La película está dirigida por Franco Zeffirelli y escrita por Judith Rascoe. La película está protagonizada por Brooke Shields y Martin Hewitt en los dos papeles principales. También es el debut cinematográfico de Hewitt, Tom Cruise, Jami Gertz, Jeff Marcus e Ian Ziering. La fotografía principal de esta película comenzó el 22 de septiembre de 1980 y se rodó en locaciones de Chicago, Nueva York y Long Island, así como en el set de Astoria Studios en Queens, Nueva York. La producción de esta película finalizó el 19 de diciembre de 1980.
La MPAA otorgó al corte inicial de la película una calificación X. Posteriormente, Zeffirelli realizó varios cortes en las escenas de amor entre Shields y Hewitt para lograr una calificación más baja. La película se volvió a presentar a la MPAA cinco veces antes de que le otorgaran una calificación R.

## Estreno
El estreno cinematográfico de Endless Love tuvo lugar el 16 de julio de 1981 en el Teatro Ziegfeld de la ciudad de Nueva York. La película se estrenó al día siguiente. A pesar de la mala recepción de la crítica, la película fue un éxito de taquilla. Recaudó 4.163.623 dólares en su primer fin de semana y recaudó $31.184.024 dólares en total, convirtiéndose en la vigésimo segunda película con mayores ganancias a nivel nacional en 1981. A nivel internacional, la película recaudó otros $1.308.650 dólares, lo que eleva su total bruto mundial a $32.492.674 dólares.

## Recepción
La película recibió críticas en su mayoría negativas tras su estreno. Roger Ebert comparó desfavorablemente la película con la novela, describiendo a Martin Hewitt como mal interpretado y criticando la narrativa, aunque elogió la actuación de Brooke Shields:

"¿Hay algo bueno en la película? Sí. Brooke Shields es buena. Es una gran belleza natural y demuestra, en una escena de ternura y preocupación por Hewitt y en una escena de ira con su padre, que tiene una manera de actuar en la pantalla fuerte y no afectada. Pero la película en su conjunto no comprende los puntos fuertes particulares de la novela que la inspiró, no nos convence de que comprende el amor adolescente, no parece conocer muy bien a sus personajes y es un desastre narrativo y lógico."

Janet Maslin, de The New York Times escribió lo siguiente:

Hay dos tipos de personas que verán en Endless Love: los que han leído la novela ricamente imaginativa en la que se basa la película y los que no. Habrá consternación en el primer campamento, pero puede que no sea nada comparado con el desconcierto en el segundo."

El historiador de cine Leonard Maltin pareció estar de acuerdo y calificó la película como un "ejemplo de libro de texto de cómo hacer todo mal en una adaptación literaria".
En 2014, el autor Spencer escribió: "Francamente me sorprendió que se pudiera haber elaborado algo tan tibio y convencional a partir de mi novela ligeramente desquiciada sobre la gloriosa violencia destructiva de la obsesión erótica". Spencer describió la película como un trabajo "fallido" y escribió que Zeffirelli "malinterpretó de manera atroz y ridícula" la novela.
En noviembre de 2021, Endless Love tiene una calificación del 26% en Rotten Tomatoes según 19 reseñas.

## Banda sonora
El tema principal de la película, escrito por Lionel Richie e interpretado por Richie y Diana Ross y también llamado "Endless Love", se convirtió en un éxito número 1 en el Billboard Hot 100 y fue el sencillo más vendido en la carrera de Ross. La revista Billboard lo eligió como “El Mejor Dúo de Todos los Tiempos” en 2011, 30 años después de su debut. Pasó nueve semanas en el puesto número 1 y recibió nominaciones al Premio de la Academia y al Globo de Oro por "Mejor Canción Original", junto con cinco nominaciones al Premio Grammy. La banda sonora alcanzó el puesto número 9 en el Billboard Top 200 y fue certificada platino. También incluyó un segundo sencillo dúo entre Ross y Richie, "Dreaming of You", que recibió una considerable difusión pero nunca fue lanzado como sencillo.

## Formato casero
La película fue originalmente lanzado en DVD meses después de su estreno, mientras que su versión para Blu-ray de Shout! Factory se estrenó a mediados de agosto de 2019, con sonido envolvente 5.1 mejorado. También está disponible en formato streaming a través de varios proveedores.